# Силва Кошћина
Силва Кошћина (итал. Sylva Koscina; Загреб, 22. август 1933 — Рим, 26. децембар 1994) била је италијанска глумица грчко-пољског порекла. Њена најпознатија улога је улога Јоле, Хераклеове невесте у филмова „Херкулови подвизи“ из 1958. године и „Херкул и лидијска краљица“ из 1960. године 
Своју глумачку каријеру изградила је у Италији, где се доселила још као дете током Другог светског рата. Појавила се у британском филму „Deadlier Than the Male“ и југословенском „Битка на Неретви“.
Умрла је 1994. године од рака.